# 巴阿
巴阿（Ba'a）是印度尼西亚东努沙登加拉省的一个城镇，位于罗地岛北海岸，也是罗地-恩道县的县治所在。巴阿位于Lobalain区境内，2010普查共有1,161人。